# Hubenice
Hubenice – wieś w Polsce położona w województwie małopolskim, w powiecie dąbrowskim, w gminie Gręboszów.
W latach 1975–1998 miejscowość administracyjnie należała do województwa tarnowskiego. Integralne części miejscowości: Nowa Wieś, Posina, Zawrocie.
Hubenice leżą przy drodze wojewódzkiej nr 973. W miejscowości znajduje się kościół parafii Borusowa.